# Aleksei Paramonov
Pour les articles homonymes, voir Paramonov.
Aleksei Aleksandrovich Paramonov (en russe: Алексей Александрович Парамонов) (né le 21 février 1925 à Borovsk (URSS) et mort le 24 août 2018 à Moscou (Russie)) est un joueur de football international soviétique puis russe ayant remporté la médaille d'or lors des Jeux olympiques d'été de 1956.

## Carrière

### Débuts
Aleksei Paramonov commence sa carrière dans un petit club de la ville de Moscou avec lequel il joue deux saisons. Le club du VVS Moscou est fondé et dispute sa première saison en 1946 avec Paramonov dans ses rangs mais il joue très peu lors des deux saisons 1946 et 1947.

### Aventure au Spartak
Aleksei Paramonov n'attend pas la fin de la saison 1947 pour se diriger vers le Spartak Moscou. D'abord, il est mis sur la touche mais en 1948, il joue 26 matchs et marque huit buts. Ses deux premières saisons avec le Spartak se concluent par des troisièmes places.
Il remporte son premier titre en 1950 avec la Coupe d'URSS de football et une victoire 3-0 sur le Dynamo Moscou. Deux ans plus tard, il remporte le championnat deux années de suite. 
Le 8 septembre 1954, il fait ses débuts en équipe nationale contre la Suède. En 1956, il remporte pour la troisième fois le championnat d'URSS et est sélectionné pour les Jeux Olympiques de 1956 où il remporte la médaille d'or.
La saison 1958 le voit faire le doublé coupe-championnat et il prend sa retraite après une triste saison 1959 qui ne le voit jouer que cinq matchs.

### Entraîneur
Un an après sa décision de prendre sa retraite, Aleksei Paramonov entraîne l'équipe des moins de 19 ans de l'URSS pendant cinq ans avant de partir en Tunisie pour l'Étoile du Sahel, remportant le championnat tunisien en 65-66 et échouant à la seconde place en 66-67.
Il revient en URSS en 1967 pour entraîner les moins de 21 ans de l'équipe nationale avant d'être épisodiquement adjoint de l'équipe première, notamment sous Gavriil Kachalin.
Il revient pour une saison à l'Étoile du Sahel mais ne peut faire mieux que la cinquième place en 76-77. 
Il termine sa carrière d'entraîneur après le titre de son équipe des moins de 21 ans au 
Championnat d'Europe de football espoirs en 1980.

## Statistiques
| Saison                | Club                  | Championnat           | Championnat | Championnat | Coupe(s) nationale(s) | Coupe(s) nationale(s) | Total | Total |
| Saison                | Club                  | Division              | M.          | B.          | M.                    | B.                    | M.    | B.    |
| 1947                  | VVS Moscou            | D1                    | 9           | 2           | -                     | -                     | 9     | 2     |
| Sous-total            | Sous-total            | Sous-total            | 9           | 2           | -                     | -                     | 9     | 2     |
| 1947                  | Spartak Moscou        | D1                    | 1           | 0           | -                     | -                     | 1     | 0     |
| 1948                  | Spartak Moscou        | D1                    | 26          | 8           | 4                     | 2                     | 30    | 10    |
| 1949                  | Spartak Moscou        | D1                    | 34          | 17          | 5                     | 2                     | 39    | 19    |
| 1950                  | Spartak Moscou        | D1                    | 34          | 12          | 4                     | 2                     | 38    | 14    |
| 1951                  | Spartak Moscou        | D1                    | 24          | 8           | 5                     | 4                     | 29    | 12    |
| 1952                  | Spartak Moscou        | D1                    | 13          | 8           | 12                    | 4                     | 25    | 12    |
| 1953                  | Spartak Moscou        | D1                    | 20          | 5           | 2                     | 0                     | 22    | 5     |
| 1954                  | Spartak Moscou        | D1                    | 23          | 4           | 2                     | 0                     | 25    | 4     |
| 1955                  | Spartak Moscou        | D1                    | 19          | 0           | 3                     | 0                     | 22    | 0     |
| 1956                  | Spartak Moscou        | D1                    | 22          | 1           | -                     | -                     | 22    | 1     |
| 1957                  | Spartak Moscou        | D1                    | 21          | 0           | 4                     | 0                     | 25    | 0     |
| 1958                  | Spartak Moscou        | D1                    | 22          | 0           | 4                     | 0                     | 26    | 0     |
| 1959                  | Spartak Moscou        | D1                    | 5           | 0           | 1                     | 0                     | 6     | 0     |
| Sous-total            | Sous-total            | Sous-total            | 264         | 63          | 46                    | 14                    | 310   | 77    |
| Total sur la carrière | Total sur la carrière | Total sur la carrière | 273         | 65          | 46                    | 14                    | 319   | 79    |

## Palmarès

### Joueur
Spartak Moscou
- Champion d'Union soviétique en 1952, 1953, 1956 et 1958.
- Vainqueur de la Coupe d'Union soviétique en 1950 et 1958.
- Finaliste de la Coupe d'Union soviétique en 1952 et 1957.

 Union soviétique
- Champion olympique 1956.

### Entraineur
- Championnat de Tunisie de football: 1965-1966
- Championnat d'Europe de football espoirs 1980